# Burg Sterrenberg (Pfalz)
Die Reste der Burg Sterrenberg befinden sich auf dem 309 m ü. NN hohen Schlossberg bei Otterbach im Landkreis Kaiserslautern in Rheinland-Pfalz, Deutschland.

## Geschichte
In den Jahren 1257 und 1264 siegelte ein Cunradus de Sterrenberc in zwei Urkunden als Zeuge. Es ist aber nicht geklärt, ob dieser Conradus mit der Burg Sterrenberg in Verbindung steht. Erst 1357 fand die erste eindeutige urkundliche Erwähnung der Burg statt. 1420 wurde über die Witwe von Simond von Breidenborn das „Burggestell“ ihrem ältesten Sohn, Johann der Junge von Breidenborn, übergeben.
Karl von Breidenborn und seine Ehefrau, Eva von Rittenhofen, wurden 1457 mit dem „Burgstadel“ belehnt. 1484 wurde der Sterrenberg vom Speyerer Bischof Ludwig an den Lauterer Amtmann, Hans von Flörsheim, verliehen. Im Jahr 1605 wurde die Burg bereits als verfallenes Schloss bezeichnet. Dem Kirrweiler Schaffner Johann Klesinger wurde der „Burgstadel“ 1655 übereignet. Der Burgstall wurde 1656 an Damian Hartard von der Leyen abgetreten.
Während der Schlacht von Morlautern wurde 1793 auf dem Schloßberg eine Artilleriestellung errichtet. 1884 erkundete Christian Mehlis zum ersten Mal die Anlage und vermutete einen römischen oder fränkischen Burgwall.